# Speedski-Weltcup 2018
Der Speedski-Weltcup 2018 begann am 1. Februar 2018 und endete am 7. April 2018.
Als Wettbewerbe fanden bei Herren und Damen elf Rennen an fünf Orten statt.
Bei den Herren gewann Simone Origone (Italien) den Titel, wodurch der Vorjahressieger Bastien Montes (Frankreich) seinen Titel nicht verteidigen konnte. Valentina Greggio (Italien) gewann bei den Damen hingegen bereits ihren vierten Titel in Folge und dominierte die Saison mit zehn Siegen und elf Podestplätzen in elf Rennen.

## Klassenänderung
Seit der Saison 2018 werden die Klassen Speed Downhill (SDH, auch production Klasse) und Speed Downhill Junior (SDH Junior) nicht mehr als Weltcuprennen, sondern lediglich als FIS-Rennen ausgetragen. Ferner wurden die Klassen in S2 und S2 Junior umbenannt. Ziel sei es zu betonen, was das Geschwindigkeitsskifahren eigentlich ist.

## Weltcupwertung
| Rang | Athlet               | Punkte |
| ---- | -------------------- | ------ |
| 1    | Simone Origone       | 925    |
| 2    | Manuel Kramer        | 854    |
| 3    | Bastien Montes       | 593    |
| 4    | Ivan Origone         | 543    |
| 5    | Jan Farrell          | 345    |
| 6    | Tawny Wagstaff       | 342    |
| 7    | Simon Billy          | 313    |
| 8    | Klaus Schrottshammer | 287    |
| 9    | Reto Eigenmann       | 250    |
| 10   | Daniel Raab          | 230    |

| Rang | Athletin               | Punkte |
| ---- | ---------------------- | ------ |
| 1    | Valentina Greggio      | 1060   |
| 2    | Célia Martinez         | 850    |
| 3    | Britta Backlund        | 390    |
| 4    | Clea Martinez          | 360    |
| 5    | Hanna Matslofva        | 270    |
| 6    | Tomoko Shimbo          | 256    |
| 7    | Lisa Hovland-Udén      | 226    |
| 8    | Karine Dubouchet Revol | 120    |
| 9    | Seraina Murk           | 90     |
| 10   | Janni-Maria Heikkila   | 45     |

## Podestplatzierungen Herren
| Datum      | Ort                           | 1. Platz       | 2. Platz             | 3. Platz       |
| ---------- | ----------------------------- | -------------- | -------------------- | -------------- |
| 03.02.2018 | Vars (FRA)                    | Simone Origone | Manuel Kramer        | Bastien Montes |
| 04.02.2018 | Vars (FRA)                    | Manuel Kramer  | Klaus Schrottshammer | Simone Origone |
| 10.02.2018 | Salla (FIN)                   | Simone Origone | Bastien Montes       | Manuel Kramer  |
| 11.02.2018 | Salla (FIN)                   | Simone Origone | Manuel Kramer        | Bastien Montes |
| 05.03.2018 | Sun Peaks (CAN)               | Manuel Kramer  | Ivan Origone         | Simone Origone |
| 06.03.2018 | Sun Peaks (CAN)               | Simone Origone | Manuel Kramer        | Jan Farrell    |
| 07.03.2018 | Sun Peaks (CAN)               | Simone Origone | Manuel Kramer        | Ivan Origone   |
| 16.03.2018 | Idre Fjäll (SWE)              | Manuel Kramer  | Simone Origone       | Bastien Montes |
| 17.03.2018 | Idre Fjäll (SWE)              | Manuel Kramer  | Simone Origone       | Bastien Montes |
| 06.04.2018 | Grandvalira / Grau Roig (AND) | Simone Origone | Simon Billy          | Ivan Origone   |
| 07.04.2018 | Grandvalira / Grau Roig (AND) | Philippe May   | Simon Billy          | Bastien Montes |

## Podestplatzierungen Damen
| Datum      | Ort                           | 1. Platz          | 2. Platz          | 3. Platz               |
| ---------- | ----------------------------- | ----------------- | ----------------- | ---------------------- |
| 03.02.2018 | Vars (FRA)                    | Valentina Greggio | Célia Martinez    | Britta Backlund        |
| 04.02.2018 | Vars (FRA)                    | Valentina Greggio | Célia Martinez    | Britta Backlund        |
| 10.02.2018 | Salla (FIN)                   | Valentina Greggio | Célia Martinez    | Karine Dubouchet Revol |
| 11.02.2018 | Salla (FIN)                   | Valentina Greggio | Célia Martinez    | Karine Dubouchet Revol |
| 05.03.2018 | Sun Peaks (CAN)               | Valentina Greggio | Célia Martinez    | Tomoko Shimbo          |
| 06.03.2018 | Sun Peaks (CAN)               | Valentina Greggio | Célia Martinez    | Tomoko Shimbo          |
| 07.03.2018 | Sun Peaks (CAN)               | Valentina Greggio | Célia Martinez    | Tomoko Shimbo          |
| 16.03.2018 | Idre Fjäll (SWE)              | Valentina Greggio | Lisa Hovland-Udén | Britta Backlund        |
| 17.03.2018 | Idre Fjäll (SWE)              | Valentina Greggio | Célia Martinez    | Lisa Hovland-Udén      |
| 06.04.2018 | Grandvalira / Grau Roig (AND) | Valentina Greggio | Britta Backlund   | Célia Martinez         |
| 07.04.2018 | Grandvalira / Grau Roig (AND) | Célia Martinez    | Britta Backlund   | Valentina Greggio      |